# Province de Bumbunga
La province de Bumbunga était une micronation sécessionniste en Australie, une ferme située à Bumbunga, village au nord-est d'Adélaïde, dans l'état d'Australie-Méridionale, entre 1976 et 1999.

## Histoire
La province est fondée par un immigrant britannique en Australie, Alex Brackstone, ancien montreur de singes, prospecteur d'uranium et facteur.
En novembre 1975, le gouvernement du Parti travailliste australien du premier ministre Gough Whitlam est dissous par le gouverneur général John Kerr. Selon la monarchie constitutionnelle en Australie, Kerr est le représentant de la reine Élisabeth II.
Brackstone est un fervent monarchiste. Craignant que l'Australie devienne une république, il cherche à ce qu'une partie de son territoire demeure loyale à la Couronne britannique. Pour cela, il déclare le 29 mars 1976 sa propriété de quatre hectares indépendante de l'Australie, lui donnant le nom de Province de Bumbunga et se déclare gouverneur,. Afin d'attirer l'attention et les touristes, il crée dans son jardin une carte géante de la Grande-Bretagne avec des milliers de plants de fraisiers. Il souhaite aussi accorder des mariages. Les autorités australiennes empêchent la mise en œuvre de ce plan en saisissant le terrain ; par ailleurs, les plants de fraisiers meurent lors d'une sécheresse.
En 1980, la Province émet des timbres avec des thèmes monarchistes qui ne sont pas reconnus mais deviennent populaires auprès des philatélistes,. Plus tard, les timbres en faveur du mouvement antinucléaire et contre les modifications des lois d'investissement australiennes ne rencontrent plus le succès, contraignant Brackstone à arrêter l'émission en 1987. La province tombe ensuite dans l'oubli.
En 1999, Alex Brackstone est accusé de détention illégale d'armes à feu. Pour sa défense, il met en avant son statut de gouverneur qui ne lui est pas reconnu. Il décide de quitter l'Australie pour retourner vivre au Royaume-Uni.
En 2018, Brackstone est de retour en Australie et donne une interview dans sa propriété de Clare, pendant laquelle il continue à affirmer être le Gouverneur de la province.